# Vondelpark
Vondelpark – park miejski położony w Amsterdamie w dzielnicy Amsterdam-Zuid w Holandii.
Rocznie, park odwiedza około 10 milionów ludzi. Obszar parku wynosi około 47 hektarów.

## Historia
Park został otwarty dla publiczności w 1865 roku jako park jeździecki i spacerowy o nazwie Nieuwe Park. Nazwa Vondelpark została przyjęta w 1867 roku, kiedy w parku umieszczono pomnik holenderskiego poety Joosta van den Vondel.

## Galeria

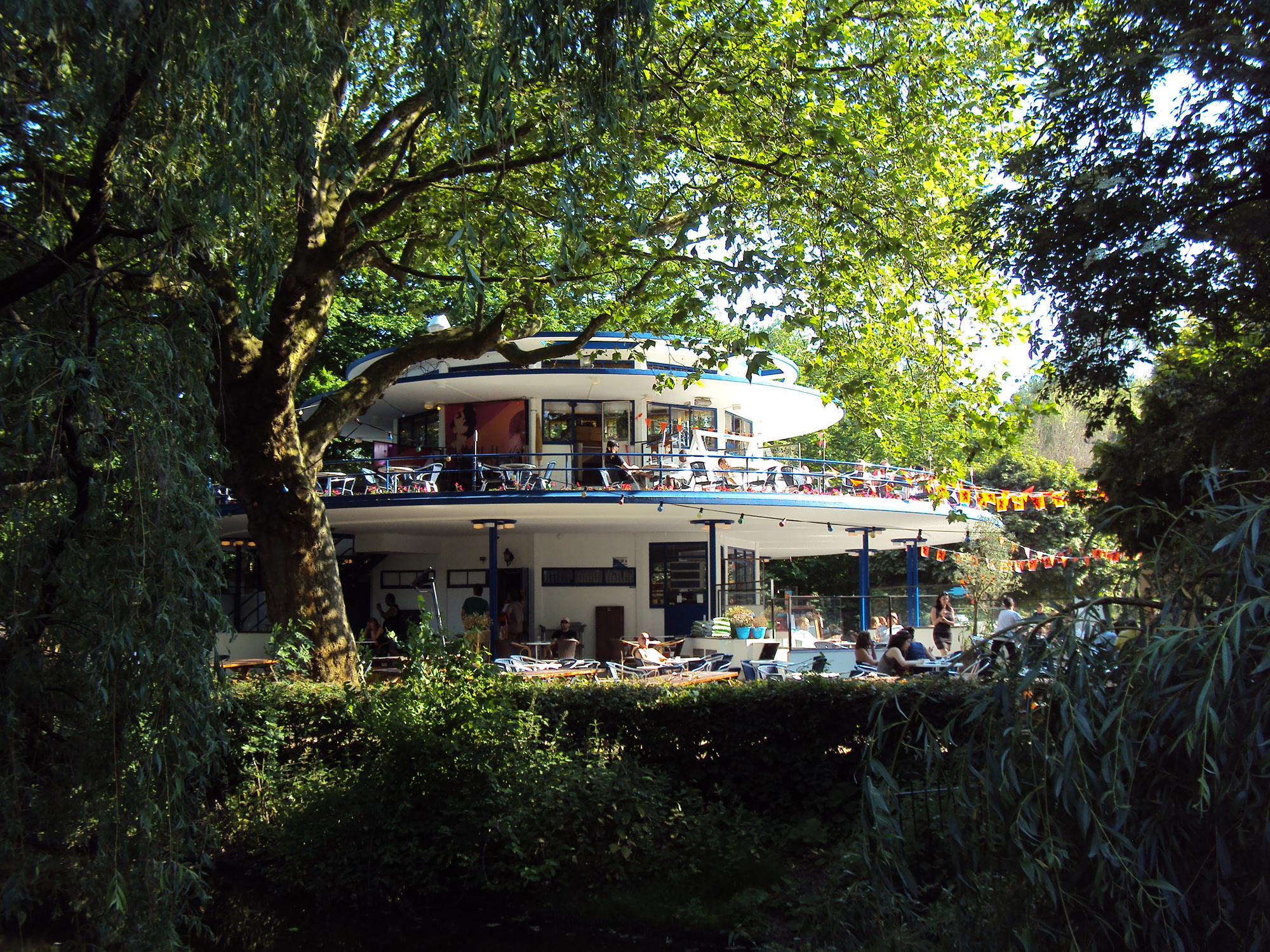
Budynek Blauwe Theehuis w 2010 roku
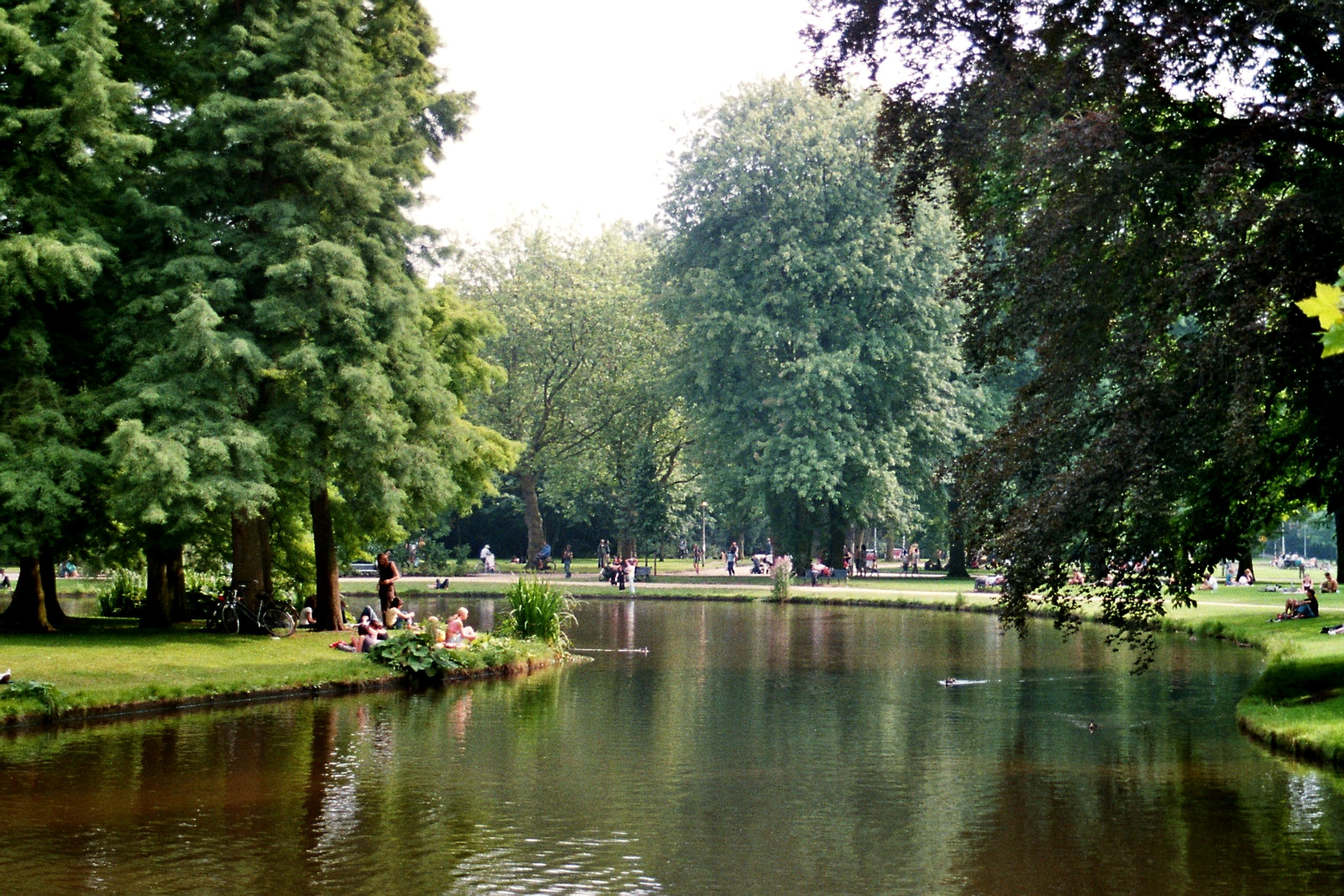
Staw w parku